# Мартіна Моравцова
Мартіна Моравцова (словац. Martina Moravcova; нар. 16 січня 1976, П'єштяни, Словаччина) — словацька плавчиня, двократна срібна призерка Ігор в Сіднеі, багатократна призерка чемпіонатів світу і Європи з плавання. Учасниця 5 літніх Олімпійських ігор (1992—2008). Спеціалізується в плаванні вільним стилем і батерфляєм.

## Кар'єра
Дебют Мартіни Моравцової на міжнародних змаганнях відбувся у 1991 році, тоді ще у складі команди Чехословаччини. Свою першу медаль Мартіна виграла у 1993 році, завоювавши срібло на чемпіонаті Європи у Шеффілді. На Олімпійських іграх дебютувала у 1992 році в Барселоні, де виступила невдало, не виборовши жодної медалі. Найуспішнішою Олімпіадою в її кар'єрі, стала Олімпіада в Сіднеї в 2000 році, на котрій вона завоювала дві срібні медалі на дистанціях 100 метрів батерфляєм і 200 метрів вільним стилем.
У 1999 році Моравцова була названа Національною колегією атлетичних асоціацій жінкою-плавцем року.